# Orič
 Orič  (olaszul: Villa Orizzi) falu Horvátországban, Isztria megyében. Közigazgatásilag Pićanhoz tartozik.

## Fekvése
Az Isztriai-félsziget keleti felén, Pazintól 13 km-re délkeletre, községközpontjától 5 km-re délnyugatra fekszik.

## Története
A településnek 1880-ban 203, 1910-ben 256 lakosa volt. Az első világháború után Olaszország része lett, majd a második világháborút követően Jugoszláviához csatolták. Jugoszlávia felbomlása után 1991-ben a független Horvátország része lett. 1993-ig Labin községhez tartozott, azóta Pićan község része. A falunak 2011-ben 150 lakosa volt.

## Lakosság
| Lakosság változása | Lakosság változása | Lakosság változása | Lakosság változása | Lakosság változása | Lakosság változása | Lakosság változása | Lakosság változása | Lakosság változása | Lakosság változása | Lakosság változása | Lakosság változása | Lakosság változása | Lakosság változása | Lakosság változása | Lakosság változása |
| ------------------ | ------------------ | ------------------ | ------------------ | ------------------ | ------------------ | ------------------ | ------------------ | ------------------ | ------------------ | ------------------ | ------------------ | ------------------ | ------------------ | ------------------ | ------------------ |
| 1857               | 1869               | 1880               | 1890               | 1900               | 1910               | 1921               | 1931               | 1948               | 1953               | 1961               | 1971               | 1981               | 1991               | 2001               | 2011               |
| 0                  | 0                  | 203                | 230                | 251                | 256                | 0                  | 0                  | 308                | 300                | 264                | 222                | 206                | 187                | 149                | 150                |